# Fairy Heatlie
Barry "Fairy" Heatlie Heatlie (Worcester, 25 de abril de 1872 - Cidade do Cabo, 19 de agosto de 1951) foi um jogador sul-africano de rugby union que defendeu seu país e também a Argentina. Jogava como segunda linha.
Tornou-se conhecido como o homem que introduziu a cor verde na seleção da África do Sul, cuja bandeira só teria verde mais predominante a partir de 1994. As antigas colônias britânicas do Cabo (onde nasceu), Natal, Rio Orange e Transvaal e só se uniriam politicamente em um país em 1910, mas antes já havia uma seleção que as reunia esportivamente. A equipe utilizava as cores do time onde atuava seu capitão e, quando Heatlie assumiu o posto, o verde de sua equipe, o Old Diocesan, foi então usado. Como com ela os sul-africanos venceram pelas duas primeiras vezes as Ilhas Britânicas (equipe hoje conhecida como British and Irish Lions, a reunir jogadores de Grã-Bretanha e Irlanda), o verde tornou-se fixo. Estas vitórias ocorreram precisamente em 5 de setembro de 1896 e em 12 de setembro de 1903 (sua última partida pela África do Sul), ambas na Cidade do Cabo.
Ele jogou outras quatro vezes pela África do Sul, também contra as Ilhas Britânicas. A primeira em 1891, foi também o primeiro jogo da seleção. Ainda na década de 1900, ele emigrou para a Argentina, onde jogou no Lomas Athletic, clube que por conta dele adotou o verde e dourado sul-africanos. Heatlie participou da primeira partida também da seleção argentina, em 1910, que celebrava o centenário da Revolução de Maio. O oponente foi a mesma seleção das Ilhas Britânicas que ele já enfrentara. Por oitenta anos, até 1990, Heatlie, que tinha 38 anos em 1910, foi o mais velho a jogar pela Argentina, quando foi superado pelo célebre Hugo Porta. Curiosamente, esta seleção receberia o famoso apelido de Pumas exatamente após vitoriosa excursão pela África do Sul, em 1965. Heatlie é o único a ter jogado pelas seleções de ambos.
Em 2008, Heatlie entrou para o Hall da Fama da International Rugby Board, no segundo ano da mesma. Foi um dos primeiros jogadores eleitos, uma vez que, em 2006, os laureados foram apenas dois, ligados às origens do esporte: William Webb Ellis, considerado seu criador, e a Rugby School, escola onde o jogo se formou.